# Corp absolut negru

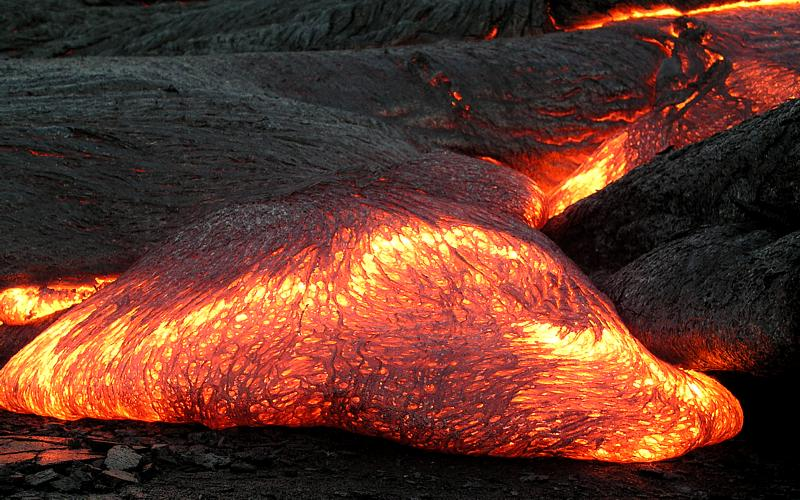
Temperatura lavei vulcanice se poate determina pe baza temperaturii de culoare cuprinsă între 1000 și 1200°C.

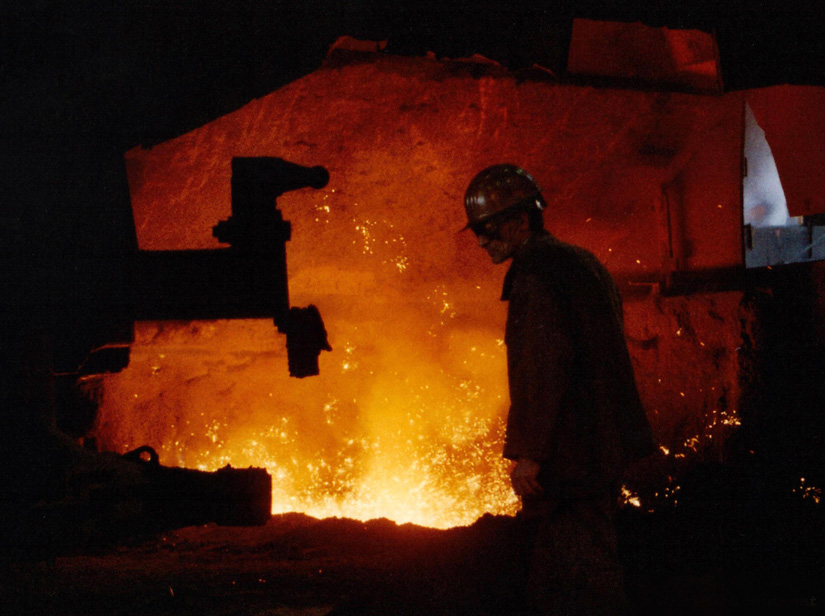
Temperatura unei șarje de metal topit, stabilit prin metoda pirometriei de radiație

Un corp absolut negru (numit și corp negru) este în fizică un model pentru sistemele radiante de energie electromagnetică. Necesitatea introducerii acestui concept a apărut în studiul proceselor de interacțiune a radiației cu materia (emisia și absorbția radiațiilor)
Prin definiție, un corp absolut negru este un corp care absoarbe integral radiația, fără să reflecte sau să transmită nicio fracțiune din energia radiației incidente. El însă poate emite radiație. Spectrul electromagnetic al radiației emise de corpul negru depinde numai de temperatura sa absolută. În natură, un asemenea obiect nu există, el reprezentând o situație limită (absorptivitate completă) a proceselor de emisie-absorbție a radiațiilor. Conceptul a fost creat de către fizicianul german Kirchhoff în anul 1860. Etimologia termenului sugerează faptul că un asemenea corp va apare „negru” (sau „absolut negru”) fiindcă nici o rază de lumină nu va fi reflectată de pe suprafața lui. Spre deosebire de corpul negru, care nu există, distribuția spectrală a radiației corpului negru este întâlnită în natură foarte des, ori de câte ori materia se află în echilibru energetic cu radiația. Acest aspect explică de ce studiul "radiației corpului negru" a atras atenția fizicienilor. 
Cercetările teoretice asupra interacțiunii corpului negru cu radiațiile electromagnetice, culminând în descrierea completă a distribuției energetice în spectrul radiației corpului negru de către Max Planck(1900), au condus la ideea cuantificării schimbului de energie între radiație și materie, ceea ce a constituit fundamentul dezvoltării ulterioare a mecanicii cuantice.

## Modelul corpului negru
Din punct de vedere energetic, orice radiație emisă de un corp este însoțită de un consum de energie. În emisia radiațiilor electromagnetice, de exemplu a luminii în procesele de chemoluminescență, energia radiatei se dobândește din reacțiile chimice; în procesele de electroluminescență, ea provine din energia electronilor care excită moleculele și atomii; în catodoluminiscență, din energia razelor catodice care ciocnesc substanța luminescentă.
Prin încălzirea lor, corpurile emit radiație: energia este luată de la corpurile înconjurătoare, sau în cazul încălzirii metalelor datorită trecerii curentului electric din energia electrică care se transformă în căldură. Radiațiile electromagnetice care se generează prin transformarea căldurii în energie radiantă se numesc radiații termice. Când cantitatea de căldură absorbită de la corpurile înconjurătoare compensează energia radiată de corpul emisiv, atunci se realizează un proces de echilibru, care se menține la o temperatură constantă T. În acest caz radiația termică se mai numește și radiație de temperatură sau de echilibru.
Mecanismul producerii și absorbției radiațiilor termice se poate explica pe baza teoriei câmpului electromagnetic al lui Maxwell. Materia este formată din atomi și molecule, aranjate într-o structură spațială caracteristică fiecărui material și stare de agregare. Din punct de vedere dinamic, particulele constituente ale materiei (atomi, molecule, electroni, protoni) se află într-o perpetuă stare de agitație termică, constând în mișcări de translație, rotație și de vibrație. Intensitatea agitației termice este direct proporțională cu temperatura absolută a sistemului, anulându-se la zero absolut (temperatură la care încetează orice formă a mișcării). Atomii constituenți, datorită distribuției spațiale a sarcinii electrice, formează dipoli oscilanți, care potrivit teoriei lui Maxwell, generează radiații electromagnetice ce sunt emise în spațiul înconjurător. Atât punerea în evidență cât și descrierea cantitativă exactă a generării radiațiilor electromagnetice de către dipolii oscilanți, a fost făcută de Heinrich Hertz. Calitativ, cu cât temperatura corpului este mai mare, cu atât crește și intensitatea oscilațiilor dipolurilor hertz și ca urmare intensitatea radiațiilor emise va fi mai mare. Procesul invers de absorbție a radiațiilor, are loc prin excitarea atomilor la nivelurile energetice superioare. Diagrama în care se reprezintă valoarea intensității radiațiilor emise (în valori absolute sau relative) în funcție de lungimea de undă (sau frecvența) rediației emise se numește spectrul energetic al radiației termice. Radiația emergentă este amestecul tuturor componentelor.

### Ipotezele corpului negru

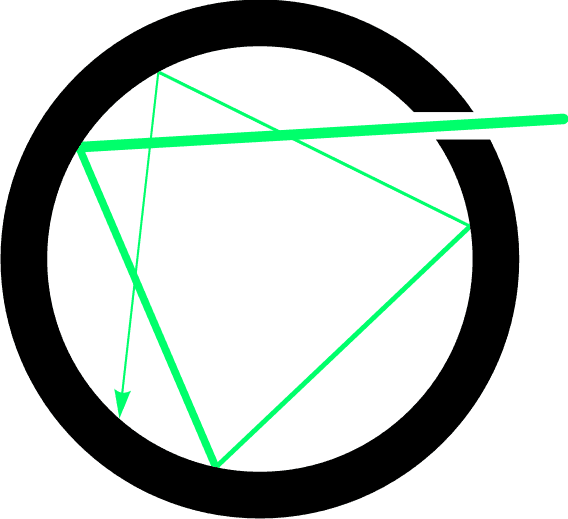
Radiația într-o cavitate închisă și opacă este identică cu radiația corpului negru

### Mărimi fizice proprii radiațiilor termice

#### Emitanța
Emitanța(sau radianța) suprafeței corpului negru este energia radiației termice emisă pe unitatea de suprafață și de lungime de undă:
| {\displaystyle R(\lambda ,T)={\frac {dE}{dtd\lambda dA}}.\,} |

.
Ea este dependentă de lungimea de undă λ  și de temperatura de echilibru la care se află corpul.

#### Emisivitatea
Prin emisivitatea (sau puterea de emisie) EC a corpului negru se înțelege cantitatea de energie electromagnetică radiată de corpul negru aflat în echilibru termic cu radiația având lungimile de undă cuprinse într-un interval (λ, λ+dλ), emisă în unitatea de timp de un element de suprafață dA al corpului cu normala n într-un unghi solid dΩ din jurul unei direcții n1 dată de unghiurile (θ,φ) (n n1 = cos θ, produsul scalar al celor două normale) și raportată la dλ(dAcosθ)dΩ (dA cosθ este proiecția elementului dA pe planul perpendicular pe direcția de emisie) :
| {\displaystyle E_{C}(\lambda ,\theta ,\phi ,T)={\frac {d^{4}E}{dtdA\cos \theta d\Omega d\lambda }}.\,} |

## Radiația corpului negru

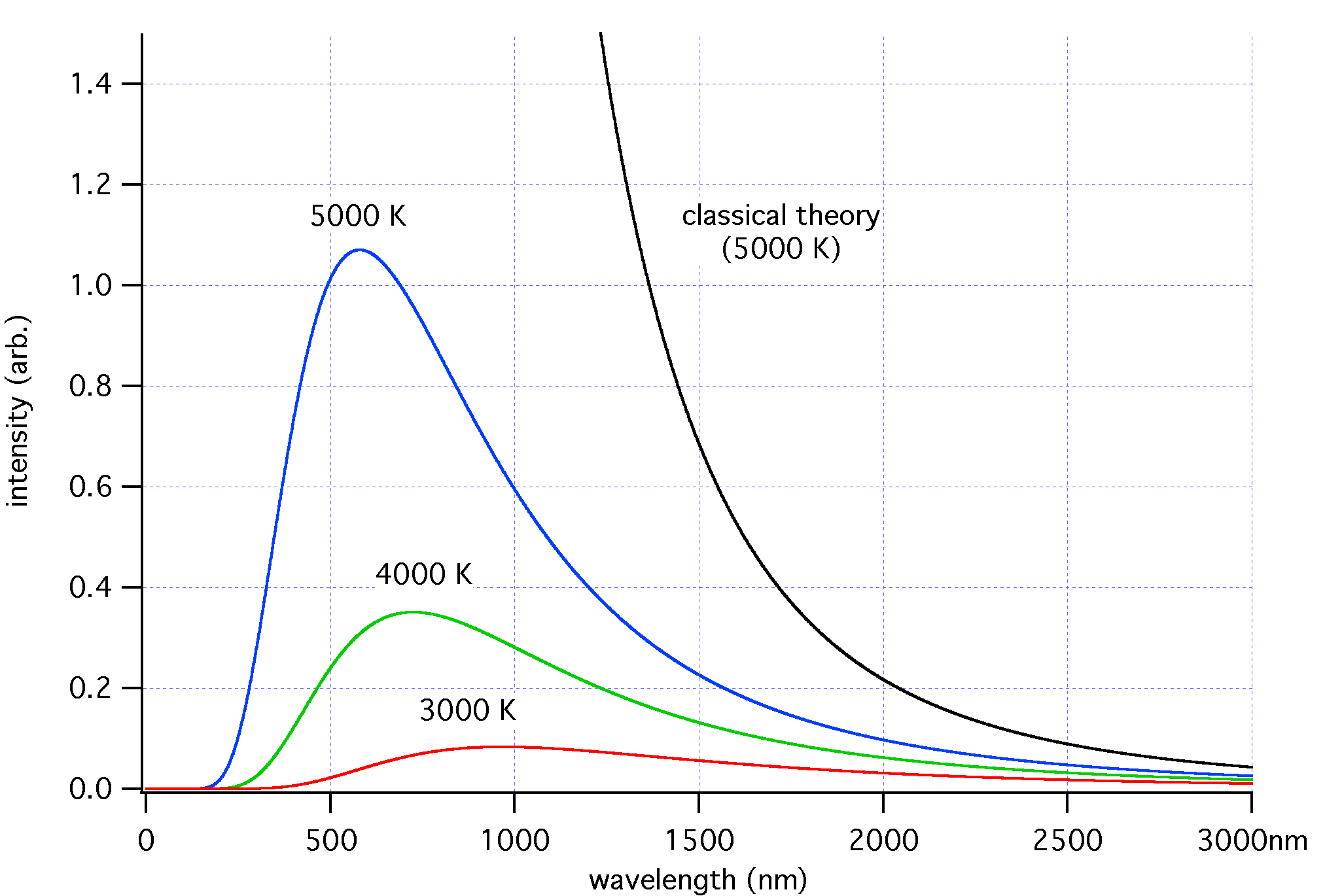
La descreșterea temperaturii vârful curbelor caracteristice se deplasează în jos, spre intensități mai mici și la dreapta, spre lungimi de undă mai mari. Diagrama dependenței intensității radiației corpului negru de lungimea de undă pentru temperaturi foarte mari sau lungimi de undă mari este comparabilă cu modelul clasic al lui Rayleigh și Jeans.

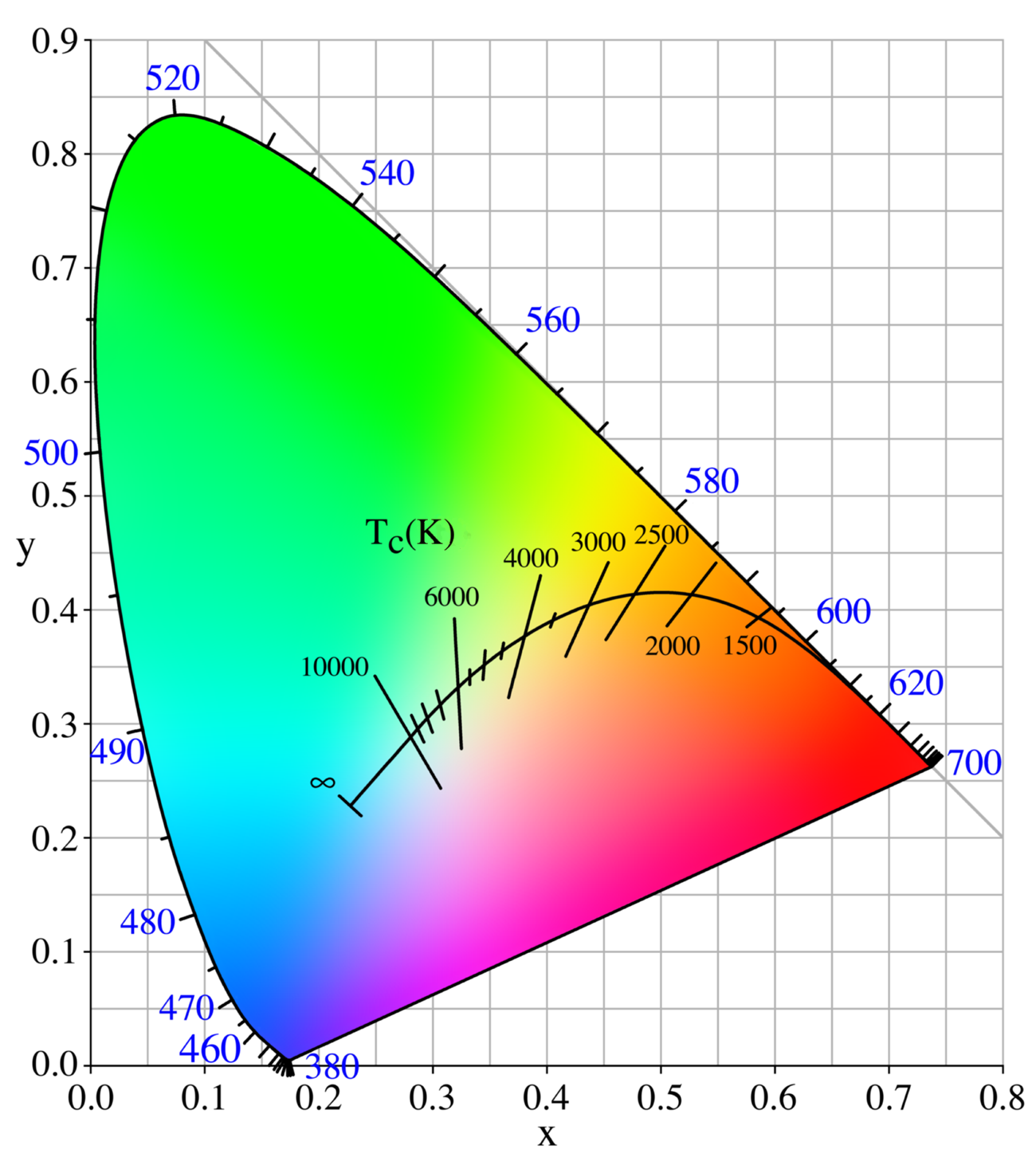
Culoarea (cromatica) radiației corpului negru depinde de temperatura la care se află corpului negru; Locul geometric al tuturor acestor culori, prezentat aici în spațiul x,y CIE 1931, este cunoscut și sub denumirea de locul geometric planckian.

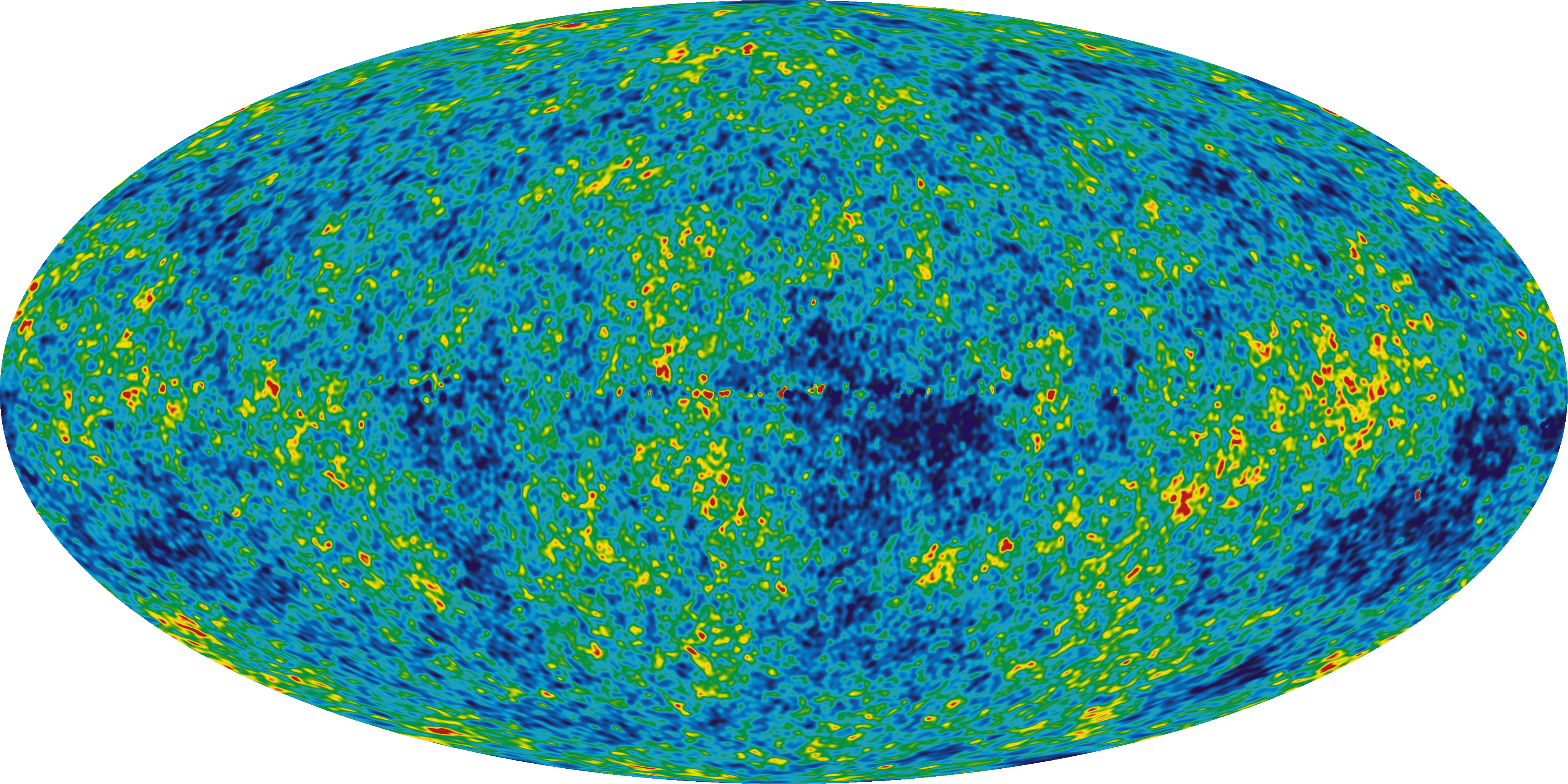
Imaginea WMAP a anizotropiei fondului cosmic de microunde. Este cea mai precisă descriere a unui spectru de radiație termică cunoscut până în prezent și corespunde unei temperaturi de emisie de 2.725 kelvin (K) cu un maxim de emisie la frecvența de 160.2 GHz.